# 30 Lyncis
30 Lyncis (30 Lyn / HD 69548 / HR 3254) es una estrella situada en la constelación del Lince. Su magnitud aparente es +5,89 y se encuentra a 103 años luz del sistema solar.
30 Lyncis es una estrella blanco-amarilla de la secuencia principal de tipo espectral F4V con una temperatura superficial de 6709 K.
Su radio es un 42 % más grande que el radio solar y rota con una velocidad de al menos 53,9 km/s.
Las estrellas de la secuencia principal de menor masa y temperatura giran sobre sí mismas lentamente —la velocidad de rotación del Sol es de 2 km/s—, mientras que dicha velocidad aumenta con la masa (véase rotación estelar). La división entre ambos tipos de rotores es relativamente brusca, estando dicho punto de inflexión situado en la mitad de la clase F.
30 Lyncis, con una velocidad de rotación proyectada 27 veces más alta que el Sol, se sitúa justo por encima de dicho límite, siendo su período de rotación igual o inferior a 1,27 días.
Asimismo, presenta una metalicidad (abundancia relativa de elementos más pesados que el helio) por debajo de la del Sol ([Fe/H] = -0,09).
Su edad se estima en 1500 millones de años.
Al igual que el Sol, es una estrella solitaria que no forma parte de un sistema estelar.